# Neoseiulus bicaudus
Neoseiulus bicaudus är en spindeldjursart som först beskrevs av Wainstein 1962.  Neoseiulus bicaudus ingår i släktet Neoseiulus och familjen Phytoseiidae. Inga underarter finns listade i Catalogue of Life.